# Haemogregarina polypartita
Haemogregarina polypartita is een soort in de taxonomische indeling van de Myzozoa, een stam van microscopische parasitaire dieren. Het organisme komt uit het geslacht Haemogregarina en behoort tot de familie Haemogregarinidae. Haemogregarina polypartita werd in 1909 ontdekt door Neumann.